# Charlotte Louise Scheel von Plessen
Charlotte Louise Scheel von Plessen, gift grevinde Scheel (23. november 1720 på Fussingø – 17. september 1801 på Ulstrup Slot) var en dansk adelsdame.
Hun var datter af Christian Ludvig von Plessen og Charlotte Amalie Skeel. 12. maj 1745 ægtede hun i Hamborg Jørgen greve Scheel til grevskabet Scheel. Hun var dame de l'union parfaite.
Hun er begravet i Auning Kirke.
Der findes et portrætmaleri af hende fra 1781 udført af Jens Juel (Davids Samling, udlånt til Gammel Estrup). Derudover findes der et portræt af hende som yngre og et dobbeltportræt af hende og ægtemanden (Gammel Estrup).